# Montesa
Montesa (spanisch wild, ungezähmt) ist ein spanischer Motorradhersteller. Seit 1985 gehört die Marke zum japanischen Honda-Konzern.

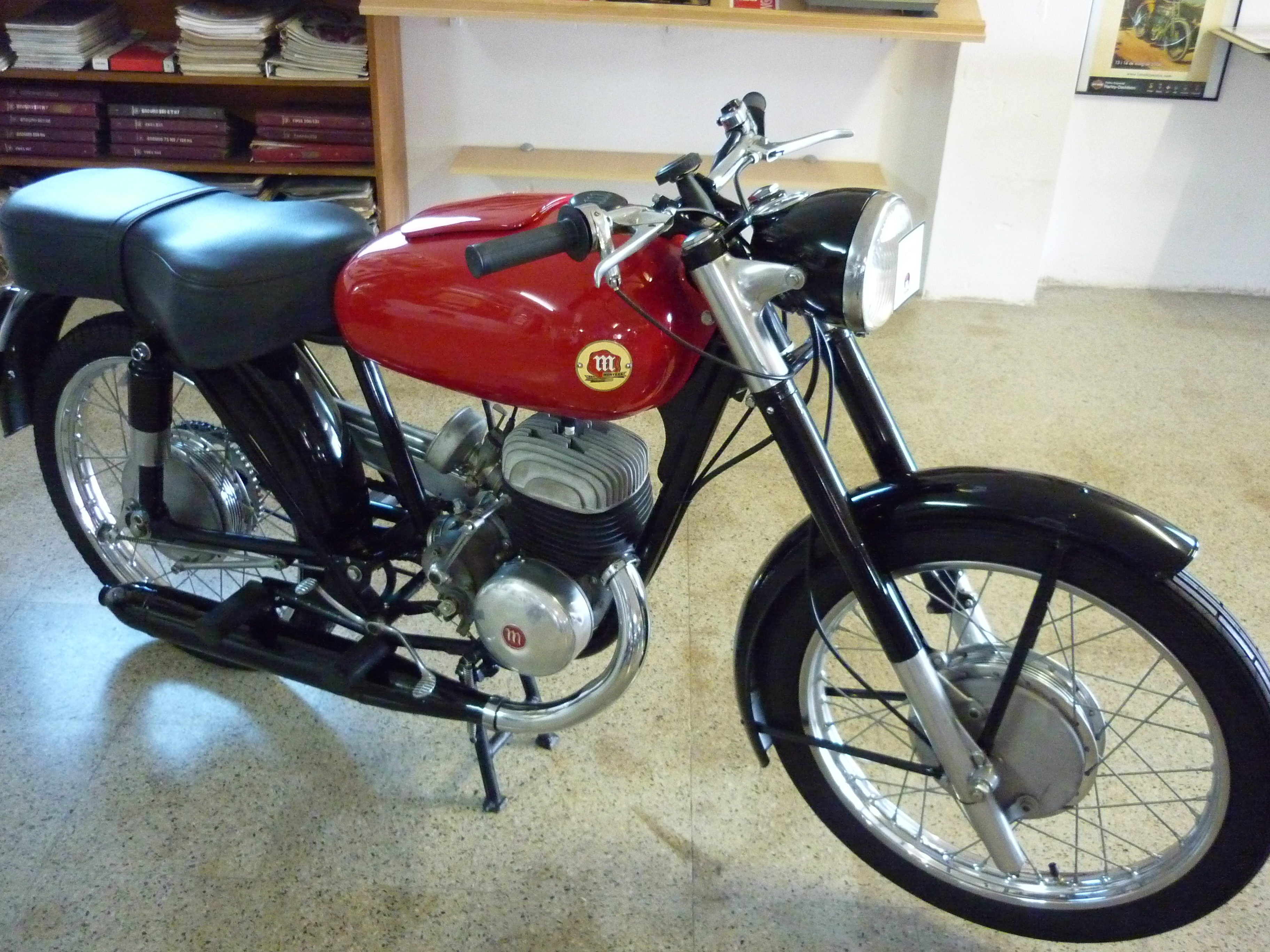
„Brio 110“ (125 cm³) (1959–1962)

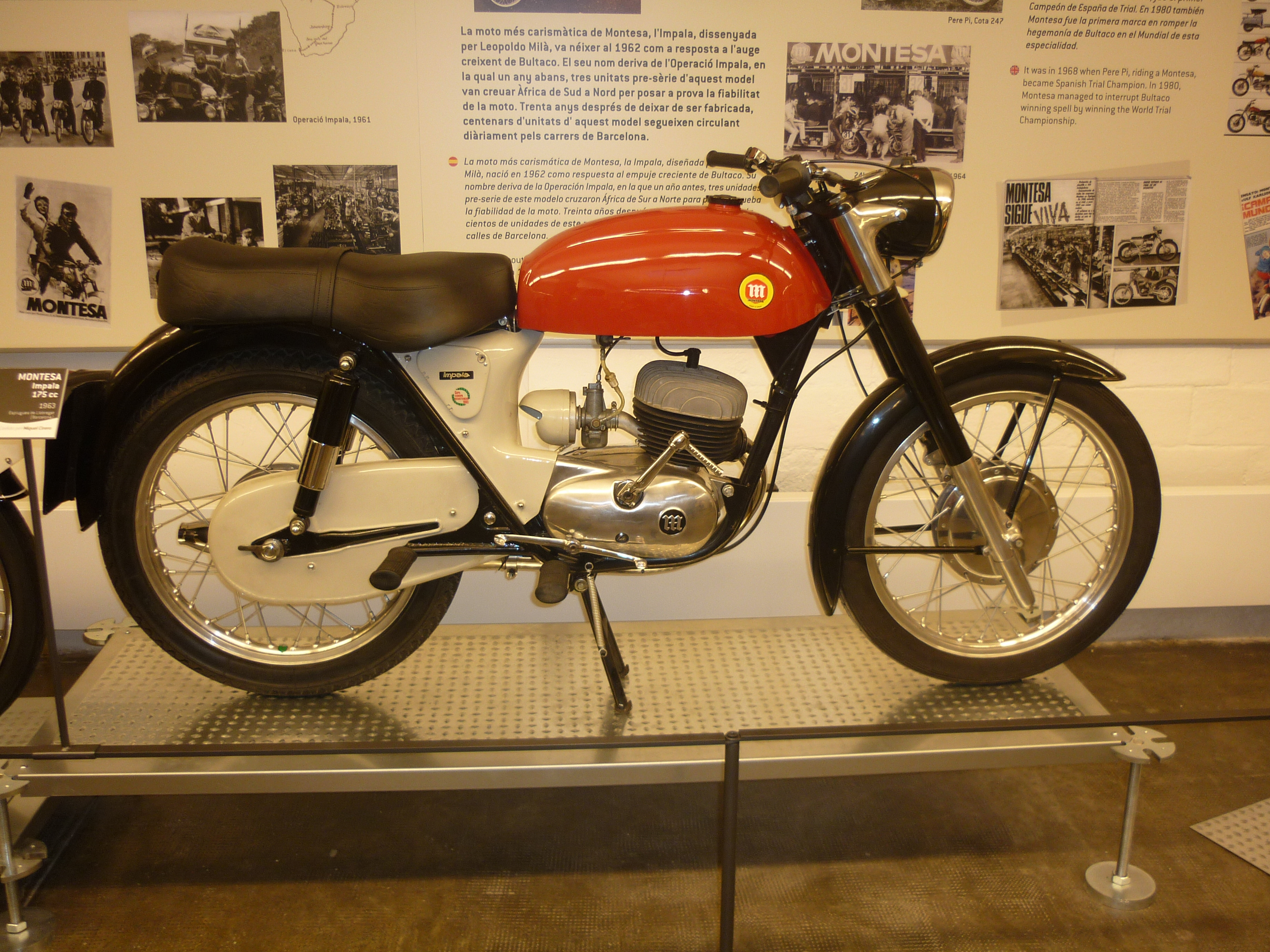
Modell „Impala“ (175 cm³) (1963–1970)

## Geschichte

### Die 1940er Jahre
Im Jahr 1939 begann der spanische Unternehmer Pere Permanyer Puigjaner in einer Werkstatt in Barcelona Gasgeneratoren für Automobile herzustellen. Auf Grund der Nachfrage musste das Unternehmen mit dem Namen PPP schon bald in größere Fabrikräume umziehen. Schon seit seiner Militärzeit verband Permanyer eine Freundschaft mit Josep Antoni Soler i Urgell. Über ihn lernte er 1944 Francesc Xavier Bultó kennen und das Trio beschloss, in den Räumen von PPP in Barcelona Motorräder herzustellen. Schon im Februar 1945 war der erste noch namenlose Prototyp fertiggestellt und dem Königlichen Motorradclub von Katalonien für Tests übergeben.
Im Juni 1945 wurden die ersten Motorräder unter der Bezeichnung Montesa auf der Motorradmesse in Barcelona gezeigt. Dabei handelte es sich um die Grundversion des Typs A-4 mit 98 cm³ Hubraum und Dreigang-Handschaltung, ein so genanntes „Lady“-Modell und eine Version mit Hinterradfederung. Noch im selben Jahr konnten 21 Maschinen des rund 8500 Pesetas teuren Motorrades verkauft werden.
Schon früh interessierten sich die Firmengründer für den Trialsport. Um die Zuverlässigkeit ihrer Motorräder zu beweisen, fuhren fünf Maschinen in die Pyrenäen nach Caldes de Boí. Im selben Jahr nahmen Montesa-Motorräder erstmals an einem Rennen, dem „Primer Premio Motociclista de Montjuic“ teil, und konnten in der 100-cm³-Klasse einen vierfachen Sieg erringen. Im Sommer 1946 konnte Montesa mit einem 125-cm³-Modell den Grand Prix von Barcelona und die Spanische Motorrad-Straßenmeisterschaft in den Klassen bis 100 und bis 125 cm³ gewinnen. Das Rennmotorrad kam Ende 1946 als Modell „B-46“ in den Verkauf. 1947 wurde das Unternehmen in die Permanyer S.A. de Industrias Mecánicas mit einem Kapital von 810.000 Pesetas umgewandelt, 1948 fand eine Kapitalerhöhung auf 2.310.000 Pesetas statt. Der monatliche Umsatz des Unternehmens betrug rund 500.000 Pesetas. Im gleichen Jahr feierten die Modelle der Marke Montesa erste internationale Rennerfolge.
Es existieren keine originalen Werksmaschinen mehr, sondern nur die in den 1950ern und 1960ern in Eigenbau hergestellten Rennmaschinen auf Basis der Modelle „Brio 90/91“ oder „Brio 110“ des damaligen englischen Importeurs Jim Bound (4-Gang-Sprint-Modelle und 6-Gang-Grand-Prix-Modelle). Diese zwei 6-Gang-Maschinen (Basis „Brio 110“) wurden von Peter Fairbridge (England) und Leif Smeden (Schweden) in internationalen Rennen gefahren. Die Komponenten der Werksmaschinen wurden später in andere Production-Racer verbaut. Montesa-„Werksmaschinen“ Ende der 1960er sind Kopien der Marke Villa oder vom Werk modifizierte „Impala“-Versionen gewesen.

### Die 1950er Jahre
Wegen der gestiegenen Nachfrage wurde 1951 die Produktion in größere Räumlichkeiten in die Calle de Pamplona in Barcelona verlegt, um so die Produktion des neuen Modells „D-51“ zu sichern. 1953 folgte das bis dahin erfolgreichste Modell „Brio 90“ und erstmals stellte Montesa seine Modelle auf dem Genfer Auto-Salon vor. Es folgten 1954 weitere internationale Erfolge, u. a. beim Grand Prix in São Paulo und bei der Isle of Man TT. Mit der Ende 1954 vorgestellten „Sprint“ konnten in der Folge weitere sportliche Erfolge erzielt werden. 1955 erhielt die „Brio“ als erstes Montesa-Modell eine Handbremse, das Patent hatte Permanyer von einem niederländischen Erfinder gekauft.
Auf Grund von 1958 staatlich verordneten Kosteneinsparungen sah sich Permanyer gezwungen, die sportlichen Aktivitäten zu Gunsten der Serienproduktion einzustellen. Hierüber kam es zum Streit mit Bultó, der daraufhin seine Anteile verkaufte und mit einigen führenden Mitarbeitern des Unternehmens mit Bultaco eine eigene Motorradproduktion aufbaute und wenig später die „Bultaco Tralla 101“ auf den Markt brachte. Zwar geriet Montesa durch den Weggang eines der führenden Köpfe des Unternehmens ins Straucheln, konnte sich aber wieder erholen und lieferte 1959 die ersten Motorräder nach Japan. 1963 bezog das Unternehmen das neue Werksgelände in Esplugues de Llobregat. Das Unternehmen hatte zu der Zeit 460 Mitarbeiter und produzierte rund 11.000 Motorräder im Jahr.

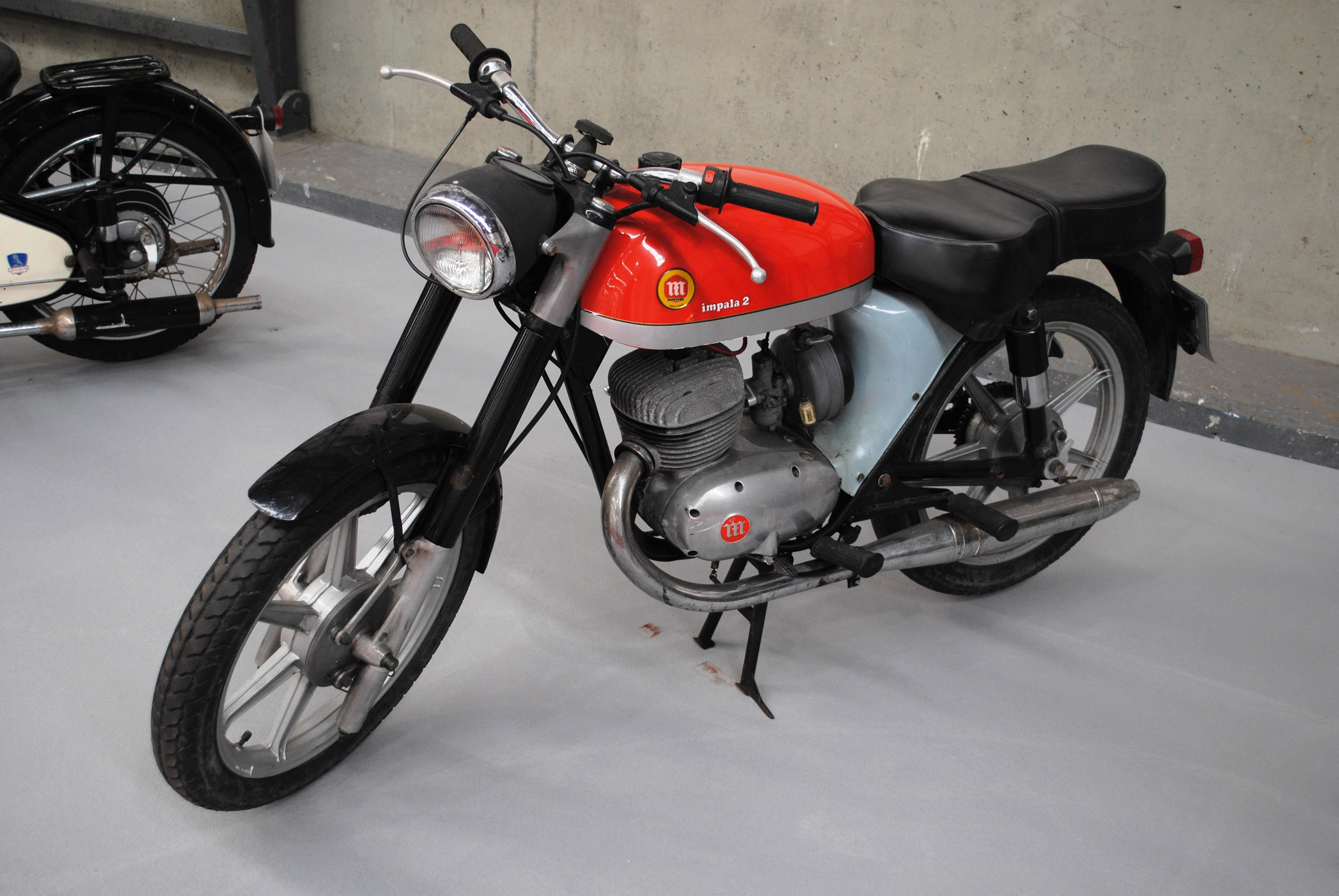
Montesa Impala 2

### Die 1960er und 1970er Jahre

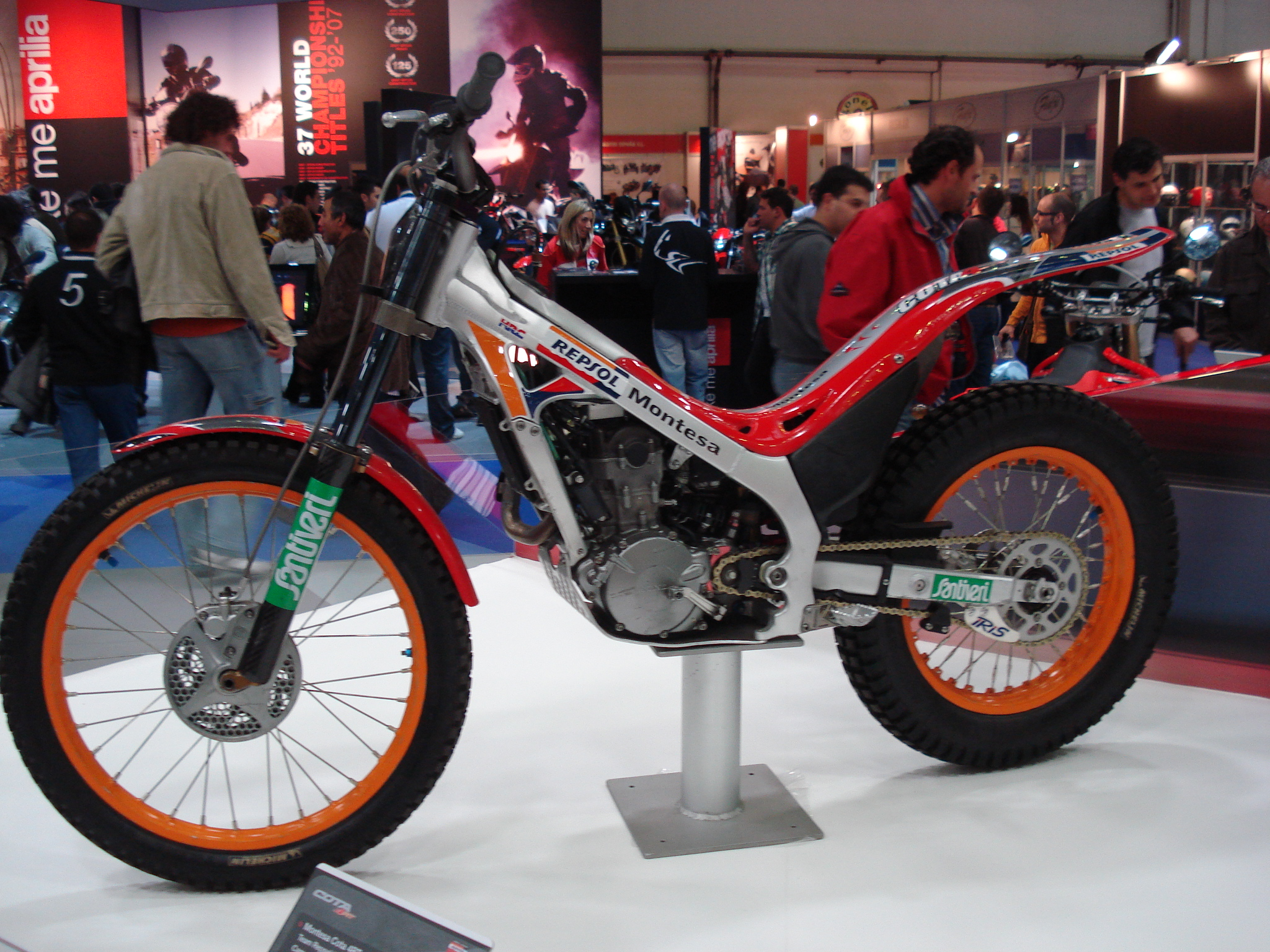
Montesa COTA 4RT

Eine der spektakulärsten Marketing-Aktionen von Montesa war die „Operation Impala“, bei der 1962 drei Prototypen der Montesa Impala den afrikanischen Kontinent einmal von Kapstadt im Süden nach Tunis im Norden durchquerten. Die drei Maschinen schafften die rund 20.000 Kilometer in 100 Tagen.
1963 begann Montesa, seine Modelle in die USA zu exportieren. Der Importeur Kim Kimball sah sich schon bald gezwungen, wegen der großen Nachfrage eine Vertriebsgesellschaft namens „Montesa Motors Inc.“, die schon bald mit rund 350 Händlern in allen US-Bundesstaaten vertreten war. Doch auch im Motorsport war Montesa wieder aktiv, 1964 nahm Montesa wieder an internationalen Motocross-Rennen teil. 1965 folgte der Einstieg in den Moped-Markt.
Die folgenden Jahre waren von weiteren sportlichen Erfolgen gekrönt, Motorräder der Modellreihe Cota konnten bis in die 1980er Jahre hinein verschiedene Meistertitel erringen, so z. B. 1979 bis 1981 die US-amerikanischen Trial-Meisterschaften sowie 1969 und 1980 die Europa- und die Weltmeisterschaft.

### Kooperation mit Honda
1985 erfolgte die Übernahme durch Honda. In den spanischen Werken werden auch Motorräder als Honda Motorräder hergestellt, z. B. die Modelle Honda XL 650V Transalp (Reise-Enduro), Honda Montesa CRM 75 (Wettbewerbsmaschine mit Straßenzulassung/Enduro), Honda Varadero 125 und 1000 (Reise-Enduro), sowie den Tourer Honda NT 650V Deauville. Derzeit ist der Hersteller als Montesa-Honda bei Honda Racing HRC bekannt.

## Trivia
Zum 1. Januar 2025 waren in Deutschland 36.892 Montesa-Krafträder zum Straßenverkehr zugelassen, was einem Anteil von 0,7 Prozent entspricht.